# بيدرو جونيور
بيدرو جونيور (بالبرتغالية: Pedro Júnior) (29 يناير 1987 في البرازيل – )؛ هو لاعب كرة قدم كان يلعب كمهاجم لعب سابقاً في نادي خورفكان .

## وصلات خارجية
- بيدرو جونيور على موقع رابطة كرة القدم اليابانية للمحترفين (اليابانية)
- بيدرو جونيور على موقع دوري كوريا الجنوبية (الإنجليزية)
- بيدرو جونيور على موقع إي إس بي إن إف سي (الإنجليزية)
- بيدرو جونيور على موقع قاعدة بيانات كرة القدم.إي يو (الإنجليزية)
- بيدرو جونيور على موقع Soccerway.com (الإنجليزية)
- بيدرو جونيور على موقع عالم كرة القدم.نت (الإنجليزية)